# 安芬盜目魚
安芬盜目魚（学名：Lestidiops affinis）為輻鰭魚綱仙女魚目帆蜥魚亞目魣蜥魚科的一種，分布於西大西洋區，從美國紐澤西至巴西北部海域，屬深海魚類，深度0-2000公尺，體長可達11.2公分，棲息在中層水域，生活習性不明。